# Bataille d'Ochagavía
Guerre civile chilienne de 1829 (en)
La bataille d’Ochagavía est livrée le 14 décembre 1829 pendant la guerre civile chilienne de 1829 (en).

## Déroulement
Première bataille du conflit, elle oppose les troupes du gouvernement libéral de Francisco Pinto Díaz aux rebelles conservateurs de José Joaquín Prieto. Quoique les gouvernementaux remportent la victoire, ils réalisent qu'ils ne sont pas assez forts pour venir à bout de la rébellion. Un armistice de 48 heures est alors accepté par les adversaires qui signent le 16 décembre le Traité d’Ochagavía (es), lequel confie d'une part la direction du Chili à Ramón Freire Serrano qui devient aussi chef de l'armée, et qui prévoit d'autre part la formation d'une junte de gouvernement provisoire intégrant des personnalités politiques opposées à Freire. Ce traité n'est qu'un répit, les antagonismes prennent le dessus et la guerre se poursuit jusqu'au printemps 1830, qui voit les conservateurs l'emporter définitivement à la bataille du Lircay.

## Sources
- (en) Salvatore Bizzarro, Historical dictionary of Chile, Metuchen, N.J, Scarecrow Press, coll. « Latin American historical dictionaries » (no 7), 1972, 309 p. (ISBN 978-0-810-80497-5)